# Geoffrey Hartman
Geoffrey Hartman (11. srpna 1929 – 14. března 2016) byl americký literární teoretik narozený v Německu v židovské rodině, profesor na Yale University, řazený k dekonstruktivismu, který prosazuje v americkém akademickém prostředí proti převládajícímu formalismu. Po literární teorii žádá spíše kreativní, než analytické psaní, a chce ji přiblížit filozofii. Proslul především pracemi o anglickém básníkovi Williamu Wordsworthovi a romantismu.

## Život
Hartman se narodil roku 1929 v Německu, do rodiny aškenázských židů. V roce 1939 byl rodiči poslán z Německa do Anglie v transportu dětských uprchlíku. Do Spojených států v přišel v roce 1946. Znovu se setkal se svojí matkou, a později se stal americkým občanem.
On je Nyní je emeritním profesorem & Senior Research Scholar anglického jazyka a srovnávací literatury na Yale University. Jeden z jeho dlouhodobých zájmů je anglický básník, William Wordsworth.
Jeho práce zkoumá rozdíl mezi literaturou a literární komentátor. Pomohl založit Yaleský videoarchiv svědectví o holokaustu.